# Hysteropterum dubium
Hysteropterum dubium är en insektsart som beskrevs av Melichar 1906. Hysteropterum dubium ingår i släktet Hysteropterum och familjen sköldstritar. Inga underarter finns listade i Catalogue of Life.